# Orsini-Rosenberg

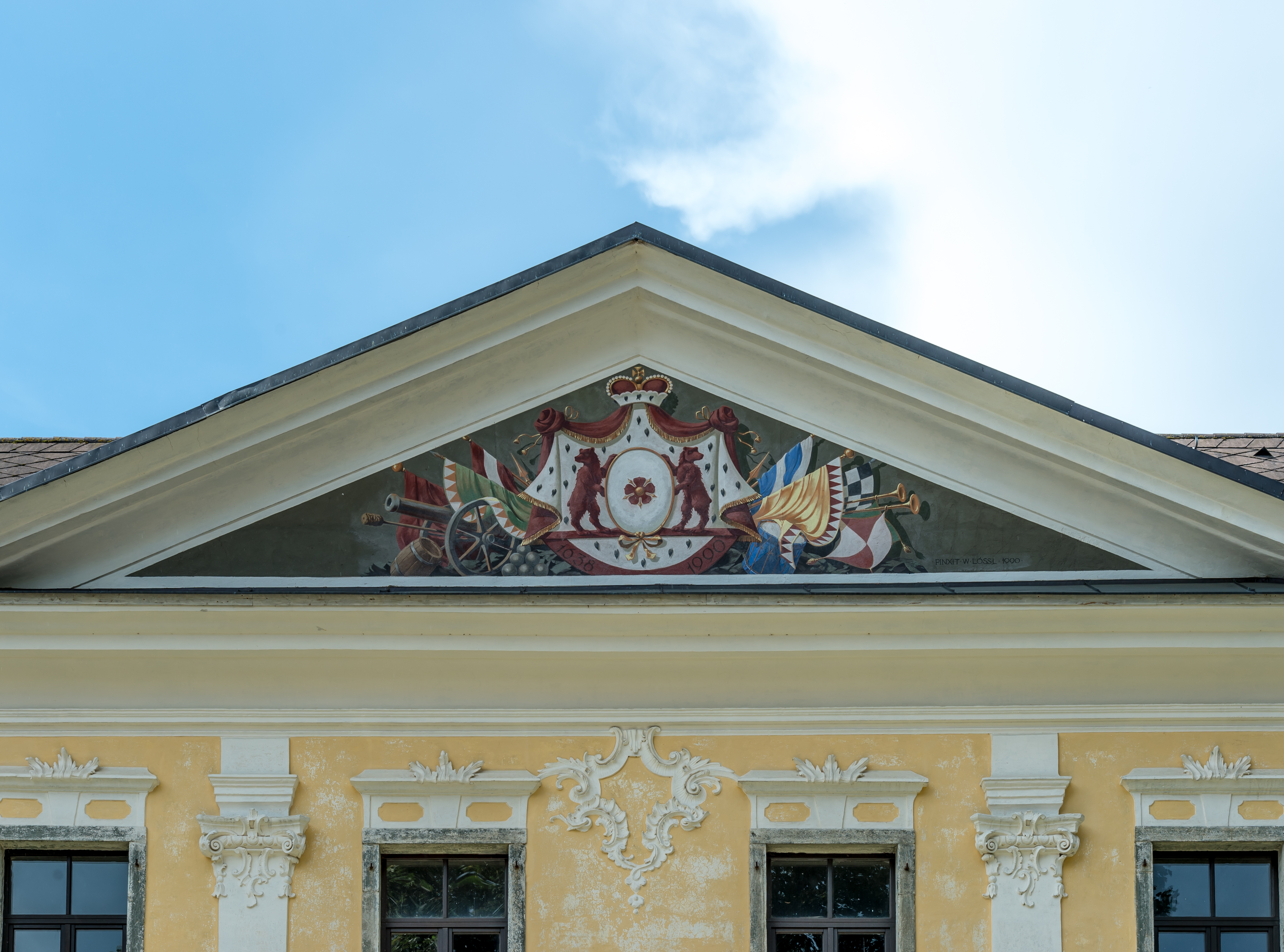
Stemma di Casa Orsini-Rosenberg sul frontone del Castello di Grafenstein

Il Casato degli Orsini-Rosenberg (anche Ursini-Rosenberg) è un'antica famiglia principesca appartenente alla nobiltà austriaca.

## Storia

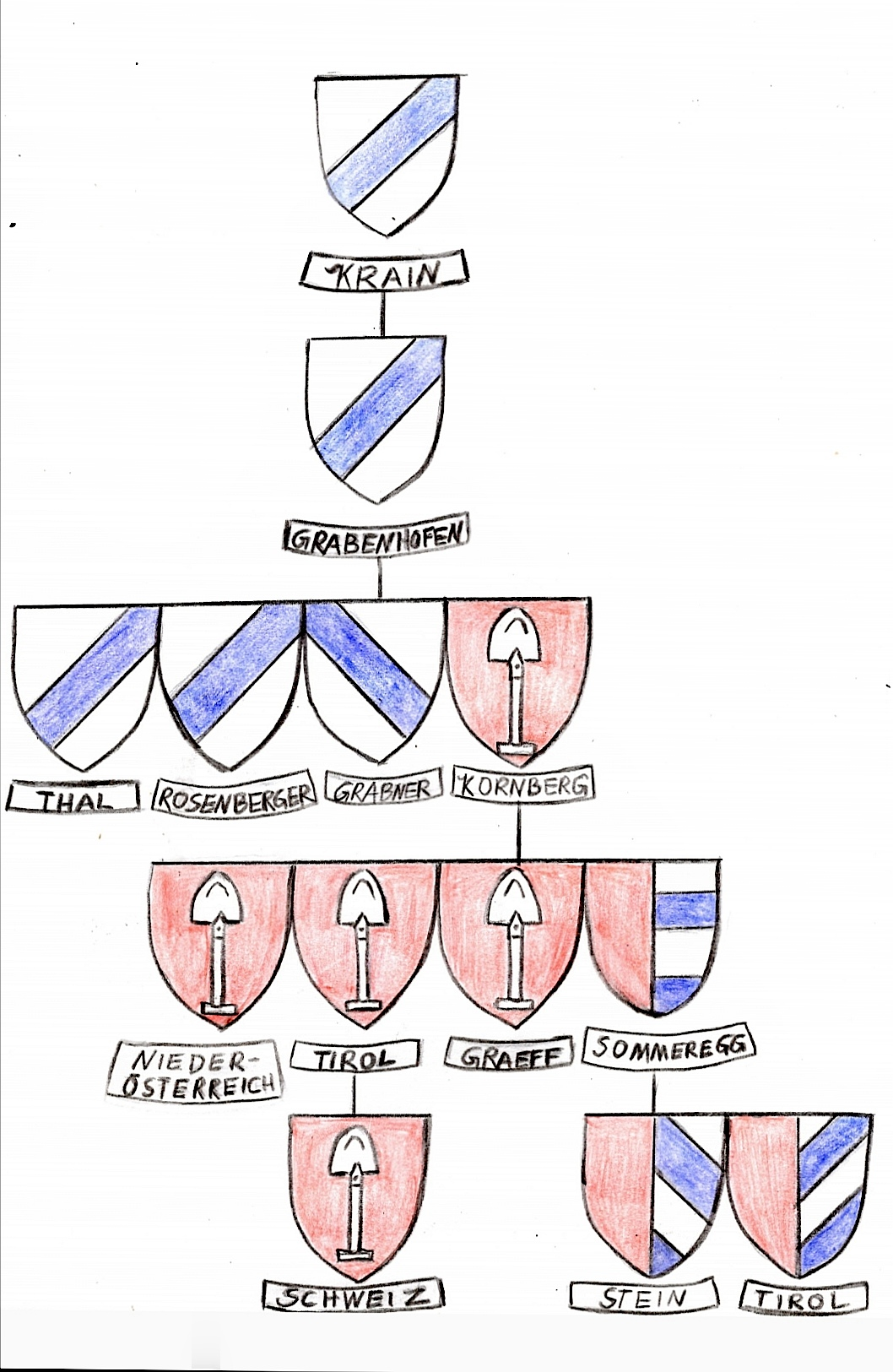
Albero genealogico araldico dei Graben e dei loro discendenti

La famiglia, nata come ramo cadetto dei Herren von Graben (a sua volta, ramo illegittimo della dinastia di Gorizia, conosciuti anche come Mainardini), proveniva dal Castello di Alt-Grabenhofen nei pressi della città austriaca di Graz.
Il primo membro conosciuto fu Corrado di Rosenberg, vissuto intorno al 1322, membro della piccola nobiltà locale di Schloss Alt-Grabenhofen, tra Reinerkogel e Rosenberg. Ottennero il titolo ereditario di cavalieri.
Il 2 agosto 1633, Johann Andreas von Rosenberg (1600-1667) ottenne il titolo di barone di Lerchenau dall'imperatore Ferdinando II. L'8 ottobre 1648 gli Orsini ottennero il titolo di burgravio di Klagenfurt. L'imperatore Leopoldo I il 29 maggio 1681 concesse il titolo di conte del Sacro Romano Impero come titolo ereditario ai fratelli Georg Nicolaus (1623-1695) e Wolfgang Andreas von Rosenberg (1626-1695).
Dal 31 luglio 1683 la famiglia prese ufficialmente ad utilizzare il doppio cognome Orsini-Rosenberg per una presunta parentela con la famiglia romana degli Orsini, di antico legame, in realtà genealogicamente mai provata.
Nel corso del Settecento e dell'Ottocento, la famiglia, grazie alla sua assoluta lealtà alla Casa d'Asburgo, divenne protagonista di un enorme successo sociale ed economico, che si tradusse nell'accumulo di territori, proprietà e titoli onorifici tra cui quello di principe che venne concesso nel 1791.

## Membri illustri della famiglia
- Francesco Orsini von Rosenberg, un diplomatico e politico austriaco. Fu maggiordomo maggiore del granduca di Toscana Pietro Lepoldo d'Asburgo-Lorena, e Gran Ciambellano e Ministro di Conferenza dell'Arciduca regnante d'Austria .
- Franz Seraph von Rosenberg-Orsini, generale austriaco.

## Conti Orsini-Rosenberg (1681)
- Joseph Paris von Orsini-Rosenberg (1651-1685), I conte Orsini-Rosenberg
- Wolfgang Sigismund von Orsini-Rosenberg (1682-1739), II conte Orsini-Rosenberg
- Franz Xaver Wolfgang von Orsini-Rosenberg (1726–1795), III conte Orsini-Rosenberg

## Principi Orsini-Rosenberg (1791)
- Franz Xaver Wolfgang von Orsini-Rosenberg (1726–1795), I principe Orsini-Rosenberg
- Franz Seraph von Rosenberg-Orsini (1761–1832), II principe Orsini-Rosenberg, cugino di secondo grado del precedente
- Ferdinand von Orsini-Rosenberg (1790–1859), III principe Orsini-Rosenberg
- Heinrich von Orsini-Rosenberg (1848–1929), IV principe Orsini-Rosenberg
- Johannes Andreas von Orsini-Rosenberg (1893–1932), V principe Orsini-Rosenberg
- Heinrich von Orsini-Rosenberg (1925–2011), VI principe Orsini-Rosenberg
- Johannes von Orsini-Rosenberg (*1949), VII principe Orsini-Rosenberg

Heinrich von Orsini-Rosenberg (*1979), erede apparente